# Ahone
Ahone (Rawottonemd), Ahone je veliki bog kreator plemena Powhatan, ponekad poznat kao Veliki duh ili Stvoritelj na engleskom. Poput većine algonkvinskih visokih božanstava, čini se da je Ahone bio apstraktan, dobronamjeran stvaralački duh koji nije bio personificiran u folkloru (i vjerojatno nije imao spol). Kršćanski misionari su rano stigli u pleme Powhatan i imali veliki utjecaj na njihovu kulturu, uzrokujući da se Ahone izjednači s kršćanskim Bogom i preuzme mušku englesku zamjenicu "on".